# Anisopodus punctipennis
Anisopodus punctipennis es una especie de escarabajo longicornio del género Anisopodus, tribu Acanthocinini, subfamilia Lamiinae. Fue descrita científicamente por Monné y Martins en 1976.

## Descripción
Mide 8,7 milímetros de longitud.

## Distribución
Se distribuye por Bolivia, Ecuador y Guayana Francesa.